# زارع الشر (مسلسل)
زارع الشر، مسلسل كويتي أنتج وعرض بعام 1995. كتبه طارق عثمان وأخرجه يوسف حمودة.

## قصة المسلسل
تدور القصة حول الأب الذي يزرع بذور الشر لدى أبنائه ويغذيهم على ذلك ويعلمهم كيفيه ظلم الآخرين وفي النهاية هو من سيجني ثمار هذا الشر الذي زرعه بهم.

## الفنانين المشاركين
- غانم الصالح.
- أحمد الصالح.
- عبد الرحمن العقل.
- داوود حسين.
- لطيفة المجرن.
- محمد المنيع.
- زهرة الخرجي.
- فرح علي.
- نادر الحساوي.
- أحمد السلمان.
- خالد العجيرب.

## وصلات خارجية
- مقدمة المسلسل على يوتيوب.